# Baie de la Bouteille
Baie de la Bouteille är en vik i Kanada.   Den ligger i provinsen Québec, i den sydöstra delen av landet, 220 km nordost om huvudstaden Ottawa.
I omgivningarna runt Baie de la Bouteille växer i huvudsak blandskog. Runt Baie de la Bouteille är det mycket glesbefolkat, med 3 invånare per kvadratkilometer.